# Josh Doig
Josh Doig (Edimburgo, 18 de mayo de 2002) es un futbolista británico que juega como defensa en el U. S. Sassuolo Calcio de la Serie A de Italia.

## Trayectoria
A mediados de 2019 se unió al Hibernian F. C. proveniente del Hearts F. C.. En febrero de 2020, renovó su contrato hasta 2023 y fue cedido al Queen's Park de la Scottish League One hasta final de la temporada.
En la temporada 2020-21 es ascendido al primer equipo. Debutó el 1 de agosto en la victoria por 2-1 ante el Kilmarnock F. C., El 20 de febrero anotó su primer gol en la victoria por 2-0 ante el Hamilton A. F. C., cinco días después renovó su contrato hasta 2025.
Tras finalizar la temporada es vendido al Hellas Verona F. C., firmando un contrato de cuatro años. Debutó el 4 de septiembre anotando un gol en la victoria por 2-1 ante la U. C. Sampdoria.

## Selección nacional
En septiembre de 2019 fue seleccionado para la sub-18 de Escocia y debutó en la victoria ante Paraguay. Al mes siguiente, fue seleccionado en la sub-19 de Escocia.
En septiembre de 2022 fue convocado en la selección absoluta, con la que debutó en junio de 2025 en un amistoso ante Liechtenstein.

## Clubes
| Clubes                      | País    | Año       | Partidos | Goles |
| --------------------------- | ------- | --------- | -------- | ----- |
| Hibernian F. C.             | Escocia | 2019-2022 | 78       | 1     |
| Queen's Park F. C. (cedido) | Escocia | 2020      | 7        | 0     |
| Hellas Verona F. C.         | Italia  | 2022-2024 | 36       | 2     |
| U. S. Sassuolo Calcio       | Italia  | 2024-     | 48       | 1     |

Fuentes: Livefutbol y Soccerbase.

## Palmarés

### Campeonatos nacionales
| Título  | Club                  | País   | Año     |
| ------- | --------------------- | ------ | ------- |
| Serie B | U. S. Sassuolo Calcio | Italia | 2024-25 |